# Enoplopteron reticulatum
Enoplopteron reticulatum är en tvåvingeart som beskrevs av Hardy 1986. Enoplopteron reticulatum ingår i släktet Enoplopteron och familjen borrflugor. Inga underarter finns listade i Catalogue of Life.